# 신간유편역거삼장문선대책 권5～6
신간유편역거삼장문선대책 권5∼6(新刊類編歷擧三場文選對策 卷五∼六)은 서울특별시 서초구에 있는, 원나라 유인초(劉仁初)가 원(元)에서 시행한 향시(鄕試)와 회시(會試), 그리고 전시(殿試)의 ‘삼장(三場)’에서 합격한 답안들을 주제별로 분류하여 1341년 새롭게 편집한 책이다. 2019년 5월 2일 대한민국의 보물 제2023호로 지정되었다.

## 개요
‘신간유편역거삼장문선대책’은 원나라 유인초(劉仁初)가 원(元)에서 시행한 향시(鄕試)와 회시(會試), 그리고 전시(殿試)의 ‘삼장(三場)’에서 합격한 답안들을 주제별로 분류하여 1341년 새롭게 편집한 책이다. 이 책에 대한 고려시대 기록과 여타 전래본이 거의 없다는 점에서 ‘신간유편역거삼장문선대책 권5～6’은 비록 일부이지만 국내 유입과 관련하여 지금까지 유일하게 알려진 자료라고 할 수 있다.
총 72권 중 고려본(2권 2책)과 조선본(2권 2책) 권5～6으로서 대책(對策)만 모은 것이다. 모두 금속활자로 인출하였고 일부 결락이 있으나, 간행 당시의 서지형태를 잘 간직하고 있다. 고려본은 간행 당시에 이미 마멸된 활자가 많았던 듯 보자(補字)가 상당수 포함되어 있다. 조선본의 상당수를 차지하고 있는 계미자(癸未字)는 계미년인 1403년(태종 3)에 주조하여 1420년(세종 2)년 경자자(庚子字)를 주조할 때까지 사용된 15세기 대표 활자이다.
이렇듯 ‘신간유편역거삼장문선대책 권5～6’의 고려본과 조선본은 여말선초 금속활자 주조와 전승 현황을 보여준다는 점에서 비교자료로서 매우 중요한 사례이다. 아울러 원나라에서 시행된 과시(科試)에서의 답안과 국내 전래 상황을 보여주는 지금까지 알려진 유일한 자료라는 점, 고려 말∼조선 초 금속활자 인쇄술을 살펴볼 수 있는 판본의 희소성 등을 종합해 볼 때 보물로서 지정 가치가 충분하다.

## 참고 자료
- 신간유편역거삼장문선대책 권5～6 - 국가유산청 국가유산포털